# Сянсі-Туцзя-Мяоська автономна префектура
28°18′45″ пн. ш. 109°44′12″ сх. д. / 28.31248° пн. ш. 109.73666° сх. д.
Сянсі-Туцзя-Мяоська автономна префектура (кит.: 湘西土家族苗族自治州) — адміністративна одиниця другого рівня у складі провінції Хунань, КНР. Центр префектури — місто Цзішоу.
Префектура площею 15 486 км² межує із провінцією Гуйчжоу на південному заході, містом прямого підпорядкування Чунцин на заході та провінцією Хубей на північному заході.

## Адміністративний поділ
Префектура поділяється на 1 місто та 7 повітів:
| Карта                                                     | Карта   | Карта    | Карта            | Карта |
| --------------------------------------------------------- | ------- | -------- | ---------------- | ----- |
| Луншань Юншунь Баоцзін Гучжан Хуаюань Цзішоу Лусі Фенхуан |         |          |                  |       |
| Статус                                                    | Назва   | Оригінал | Населення (2010) |       |
| Місто                                                     | Цзішоу  | 吉首市   | 301 460          |       |
| Повіт                                                     | Баоцзін | 保靖县   | 277 379          |       |
| Повіт                                                     | Гучжан  | 古丈县   | 144 800          |       |
| Повіт                                                     | Луншань | 龙山县   | 502 227          |       |
| Повіт                                                     | Лусі    | 泸溪县   | 273 361          |       |
| Повіт                                                     | Фенхуан | 凤凰县   | 350 195          |       |
| Повіт                                                     | Хуаюань | 花垣县   | 288 082          |       |
| Повіт                                                     | Юншунь  | 永顺县   | 428 373          |       |